# Bobby Dollas
Robert H. „Bobby“ Dollas (* 31. Januar 1965 in Montreal, Québec) ist ein ehemaliger kanadischer Eishockeyspieler und derzeitiger -trainer, der im Verlauf seiner aktiven Karriere zwischen 1982 und 2006 unter anderem 693 Spiele für die Winnipeg Jets, Nordiques de Québec, Detroit Red Wings, Mighty Ducks of Anaheim, Edmonton Oilers, Pittsburgh Penguins, Calgary Flames, Ottawa Senators und San Jose Sharks in der National Hockey League auf der Position des Verteidigers bestritten hat. Darüber hinaus absolvierte er 348 weitere Spiele in der American Hockey League, wo er in den Jahren 1985 und 1992 zweimal den Calder Cup gewann. Seinen größten Karriereerfolg feierte Dollas im Trikot der kanadischen Nationalmannschaft mit dem Gewinn der Goldmedaille bei der Weltmeisterschaft 1994.

## Karriere
Dollas spielte zunächst zwei Jahre von 1982 bis 1984 bei den Voisins de Laval in der Ligue de hockey junior majeur du Québec. In seiner Rookiesaison gewann er die Trophée Raymond Lagacé für den defensiv besten Neuling. Im folgenden Jahr gewannen die Voisins mit einem überragenden Mario Lemieux in ihren Reihen die Coupe du Président, die Meisterschaft der LHJMQ.
Nachdem die Winnipeg Jets den Verteidiger in der ersten Runde an 14. Position des NHL Entry Drafts 1983 ausgewählt hatten, bestritt Dollas noch am Ende der Saison 1983/84 sein erstes NHL-Spiel. In der Spielzeit 1984/85 kamen weitere neun dazu. Zum Spieljahr 1985/86 schaffte der Kanadier dann endgültig den Sprung ins Profilager und spielte bis zum Dezember 1987 in Winnipeg. Es folgten Wechsel zu Nordiques de Québec und Detroit Red Wings, ehe er im NHL Expansion Draft 1993 von den neu gegründeten Mighty Ducks of Anaheim ausgewählt wurde. Die Ducks waren das erste Team, bei dem sich Dollas langfristig im NHL-Kader etablieren konnte und nicht im Minor-League-Farmteam auflaufen musste. Er blieb schließlich bis in die Saison 1997/98 hinein an der kalifornischen Westküste und war maßgeblich am erstmaligen Erreichen der Playoffs beteiligt. Während dieser Zeit absolvierte er auch sein bestes NHL-Jahr mit 30 Punkten in 82 Spielen. In der Folge lief Dollas für die Edmonton Oilers, Pittsburgh Penguins, Calgary Flames, Ottawa Senators und San Jose Sharks auf. Nach einer Rückkehr zu den Pittsburgh Penguins zum Ende der Saison 2000/01 beendete er seine NHL-Karriere und spielte bis 2006 in diversen unterklassigen nordamerikanischen Minor Leagues.
Nach einer mehrjährigen Pause fasste Dollas Mitte der 2010er-Jahre als Jugendtrainer wieder Fuß im Eishockey, nachdem er im Anschluss an sein Karriereende für ein Jahr den Trainerposten bei den Mission de Sorel-Tracy in der Ligue Nord-Américaine de Hockey ausgefüllt hatte. Zur Saison 2020/21 übernahm der Kanadier schließlich den Posten des U17-Trainers beim Schweizer Klub Lausanne HC. Im Januar 2022 wurde er zum Assistenztrainer der Profimannschaft aus der National League befördert.

### International
Dollas nahm mit der kanadischen Nationalmannschaft an der Junioren-Weltmeisterschaft 1985 und der Weltmeisterschaft 1994 teil. Dabei konnte er beide Male die Goldmedaille gewinnen und wurde 1985 zudem ins All-Star-Team des Turniers berufen.

## Erfolge und Auszeichnungen
| - 1983 LHJMQ Second All-Star Team - 1983 Trophée Raymond Lagacé - 1984 Coupe-du-Président-Gewinn mit den Voisins de Laval - 1985 Calder-Cup-Gewinn mit den Canadiens de Sherbrooke | - 1992 Calder-Cup-Gewinn mit den Adirondack Red Wings - 1993 Eddie Shore Award - 1993 AHL First All-Star Team |

### International
- 1985 Goldmedaille bei der Junioren-Weltmeisterschaft
- 1985 All-Star-Team der Junioren-Weltmeisterschaft
- 1994 Goldmedaille bei der Weltmeisterschaft

## Karrierestatistik

### International
Vertrat Kanada bei:
- Junioren-Weltmeisterschaft 1985
- Weltmeisterschaft 1994

(Legende zur Spielerstatistik: Sp oder GP = absolvierte Spiele; T oder G = erzielte Tore; V oder A = erzielte Assists; Pkt oder Pts = erzielte Scorerpunkte; SM oder PIM = erhaltene Strafminuten; +/− = Plus/Minus-Bilanz; PP = erzielte Überzahltore; SH = erzielte Unterzahltore; GW = erzielte Siegtore; 1 Play-downs/Relegation; Kursiv: Statistik nicht vollständig)